# Nordex S.A.
Ne doit pas être confondu avec Nordex.
La société Nordex S.A. est une entreprise d'assemblage automobile créée en 1962 à Montevideo, en Uruguay. C'est la seule entreprise de ce secteur disposant d'un processus complet actuellement (2024) en activité dans le pays.
Nordex S.A. exporte principalement ses productions en Argentine, au Brésil, au Chili et d'autres pays du Mercosur. La société livre aussi sur le marché intérieur uruguayen, qui n'est pas le principal débouché car il est de taille réduite (57 592 véhicules en 2023) du fait de la faible population du pays. Cet assembleur multi-marques fondé en 1962, est spécialisé dans la technique de production « À façon ». Il utilise ses propres installations, outillages et personnel pour assembler des véhicules à la demande de plusieurs marques. Les entreprises automobiles qui font appel aux services de Nordex peuvent choisir différents types d'assemblage : « CKD » (assemblé avec des kits complets livrés par le constructeur donneur d'ordre, souvent de l'étranger), « IKD » (assemblé avec l'ajout de pièces automobiles produites localement) et également des techniques de production plus complexes. Nordex SA ne dispose pas d'ateliers pour la fabrication de moteurs ni de ligne d'emboutissage mais dispose d'un atelier de soudure de carrosseries, de bain de cataphorèse, de ligne de peinture et d'assemblage final. Nordex SA dispose également d'une piste d'essai pour tester les véhicules en sortie de chaîne, d'une cabine anti-pluie pour les tests d'étanchéité.
Au cours des 60 ans d'existence, l'entreprise a conclu de nombreux accords de partenariat avec plusieurs constructeurs automobiles :
- Citroën - en cours pour Jumpy
- Dodge
- Dongfeng
- Fiat - en cours pour Titano et Scudo
- Ford - en cours pour Transit
- Geely
- KIA - en cours pour Bongo 4x4
- NSU
- Peugeot - en cours pour Expert et Landtrek
- Puch
- Renault
- Renault Trucks - (avant son rachat par Volvo)
- Ursus

Depuis août 2023, à la suite de l'accord conclu avec le groupe Stellantis, les Citroën Jumpy, Fiat Titano, Fiat Scudo, Peugeot Expert, Peugeot Landtrek viennent s'ajouter aux Ford Transit et Kia Bongo pour porter la production de 30 à 46 véhicules chaque jour,,. Ces véhicules sont destinés principalement à alimenter les marchés de l'Argentine, du Brésil, du Mexique et du Chili. Le Fiat Titano est aussi exporté en Algérie.
En fin d'année 2023, des rumeurs persistantes font état de négociations avancées entre Stellantis et Manuel Antelo pour la cession à Stellantis de 49 % de Nordex.

## Histoire

### Contexte historique
Avec seulement 3,5 millions d’habitants en 2020, le pays ne dispose pas d’un marché qui justifie la présence d'un constructeur national avec une production propre. Le marché automobile uruguayen a représenté, en 2023, 1,4 % des ventes d'automobiles de toute l'Amérique du Sud. C'est pourquoi l'Uruguay n'a disposé, à partir des années 1920, que d'importateurs de véhicules américains Ford (1920) et General Motors (1926), peu après leur implantation en Argentine et au Brésil, qui ont installé des ateliers de finition d'assemblage de leurs produits. Au fil du temps, d'autres constructeurs ont fait assembler localement certains de leurs modèles.
À partir de 1928, l'État uruguayen a commencé à vouloir protéger l'industrie automobile en réduisant sa pression fiscale. En 1932, à la suite d'une demande expresse de General Motors, la réglementation fiscale a distingué le degré d'industrialisation qui pouvait être réalisé dans le pays : les automobiles et les châssis d'automobiles pouvaient être importés démontés ou inachevés, non peints et/ou sans aménagement intérieur pour être assemblés ou partiellement fabriqués localement.
La crise mondiale des années 1930 a stimulé l'adoption de politiques visant à réduire les importations, en particulier celles des produits considérés comme de luxe. L’impact sur le commerce automobile a été immédiat et a touché l’industrie automobile. En 1929, 88 % des importations d'automobiles provenait d'Amérique du Nord, soit 719 véhicules. En 1932, considérée comme la pire année de la crise économique, seulement 24 véhicules ont été importés. Les deux constructeurs américains ont alors suspendu leur activité et ont menacé de se retirer du pays. Ils ont finalement continué les importations. En 1936, année où la situation économique était en voie de redressement, seulement 57 % des importations d'automobiles provenait des États-Unis, soit 44 véhicules.
En 2012, le constructeur chinois Chongqing Lifan a investi 55 millions US$ pour construire une usine d'assemblage d'une capacité de 20 000 unités annuelles à San José. En 2018, l'entreprise a connu de grosses difficultés qui ont conduit à l'arrêt de la production
durant toute l'année 2019. En novembre 2019, un accord entre Lifan et l'entreprise China Brilliance Auto pour l'assemblage de véhicules Brilliance avec l'objectif de démarrer l'activité en 2020 avec pour atteindre 10 000 véhicules par an, en visant
principalement l'exportation sur le marché brésilien. Le projet n'a pas abouti et l'usine a été abandonnée en 2018.

### L'entreprise Nordex S.A.
L'entreprise a été fondée en 1962 par Ernesto et Jorge Soler et Nelson Guelfi.
Au début des années 1980, la production a chuté de façon spectaculaire en raison des circonstances économiques et politiques, une évolution qui n’a pu être inversée qu’à la fin des années 80 et au début des années 90. En 2001 et 2002, la production à Montevideo a été interrompue et transférée dans l'État brésilien du Paraná pour des raisons fiscales.
Les effectifs de l'entreprise ont fluctué considérablement à plusieurs reprises. Alors qu'elle employait 360 personnes en 2000, l'entreprise ne comptait plus que 170 salariés en 2007 (avec un taux d'utilisation des capacités de 35 %). En revanche, en 2012, l'entreprise comptait 340 salariés sous la direction de Federico de Posadas.
En 2011, 8 000 véhicules utilitaires ont été assemblés alors que la capacité théorique était de 22 000 unités par an. En septembre 2012, un autre projet impliquant le groupe argentin Bravo Motors Company, pour assembler le modèle American Popular Auto (APA) a été envisagé. Le projet n'a pas abouti.
En 2015, l'homme d'affaires argentin Manuel Antelo acquert une participation de 20 % dans Nordex SA aux côtés de l'importateur Renault Santa Rosa .
Au printemps 2016, la production de Nordex s'est temporairement arrêtée en raison de la faiblesse de l'économie brésilienne. Ce n'est qu'en septembre 2016 que KIA a repris la production chez Nordex, pour laquelle une centaine d'employés ont été embauchés. 141 véhicules ont été assemblés.
En 2018, Manuel Antelo acquiert 80 % de Nordex SA et en devient le seul actionnaire.

## Les différents marques de véhicules assemblés
Nordex SA, aujourd'hui Nordex AESA assemble les modèles de véhicules de plusieurs marques. Certains modèles reçoivent des carrosseries différentes de celles des modèles originaux car Nordex fabrique ou fait fabriquer par des sous-traitants, des éléments de carrosserie, en tôle ou en résine armée de fibres de verre. Nordex ne fabrique par de moteurs.

### Renault
Renault a été la première marque assemblée par Nordex. Dans les années 1970, Nordex a assemblé, en petites quantités, la Renault 12 puis, dans les années 1990 la R19[réf. nécessaire], le Trafic et la Twingo pour compléter la production en Argentine.
En raison de problèmes de capacité dans les pays voisins de l'Argentine et du Brésil, Nordex a commencé à produire les modèles Renault Express et Twingo en 1999 (ou dès 1996 ou 2000). Une autre source nomme les modèles Twingo, Kangoo et Clio II. Contrairement aux autres versions sud-américaines, le modèle uruguayen avait un moteur de 1 litre. La production initialement prévue jusqu'en 2007 (ou 2006 ) a été arrêtée en 2002 en raison du changement de situation économique.
Elle produit également des fourgons et des camions de marque Renault,,,.

### Renault Trucks
Lorsque R.V.I., avant son rachat par Volvo, appartenait au groupe Renault, Nordex a assemblé quelques exemplaires du Master.

### NSU

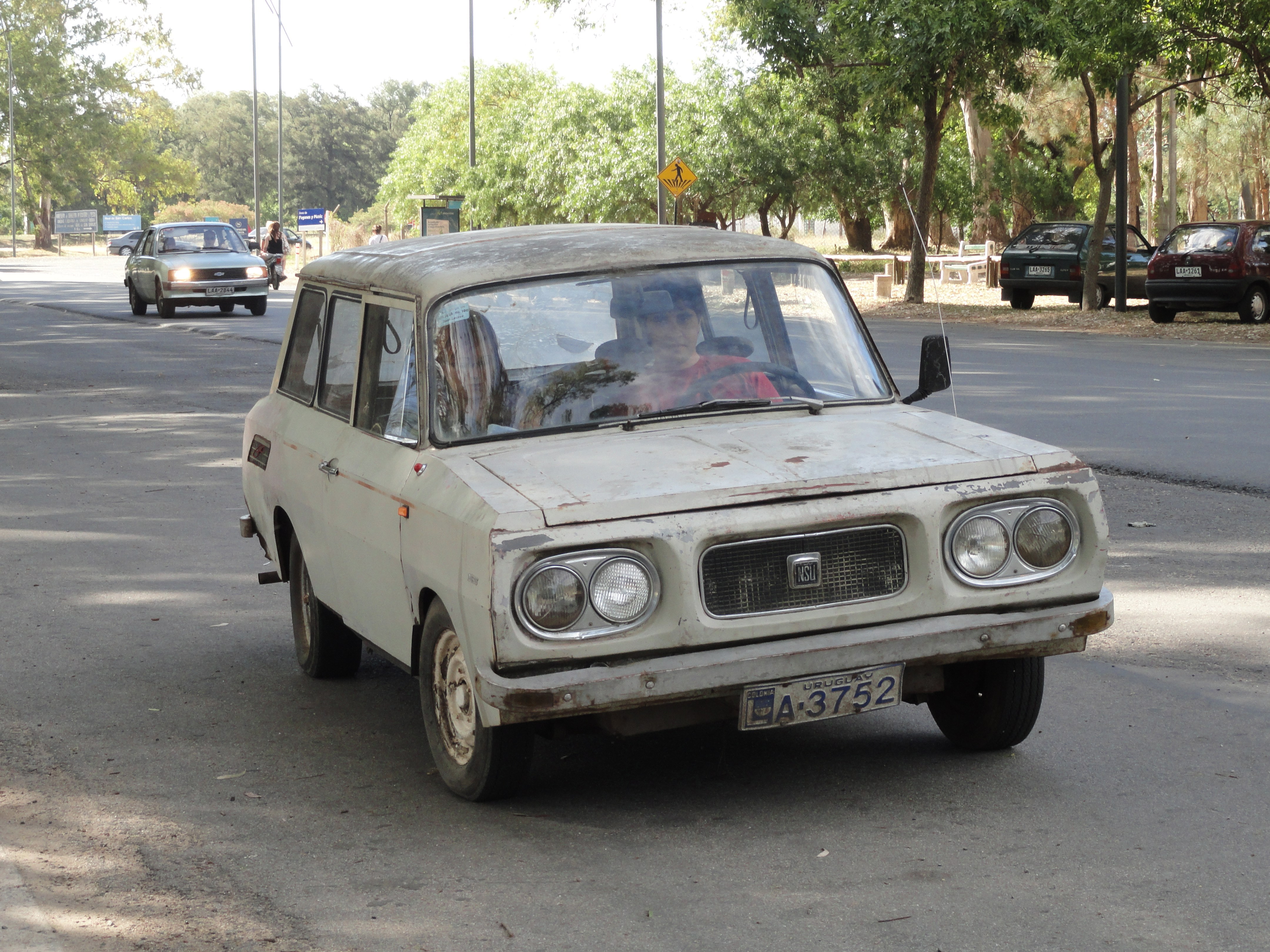
NSU P10

Depuis sa création, Nordex a également assemblé des modèles NSU. En collaboration avec NSU Motorenwerke, la société a produit 400 exemplaires de la NSU P6 entre 1969 et 1971 et 100 exemplaires de la NSU P10 en 1970 et 1971. Les deux étaient des voitures particulières de type break, basées sur des carrosseries singulières locales et équipées de mécaniques NSU.

### Citroën

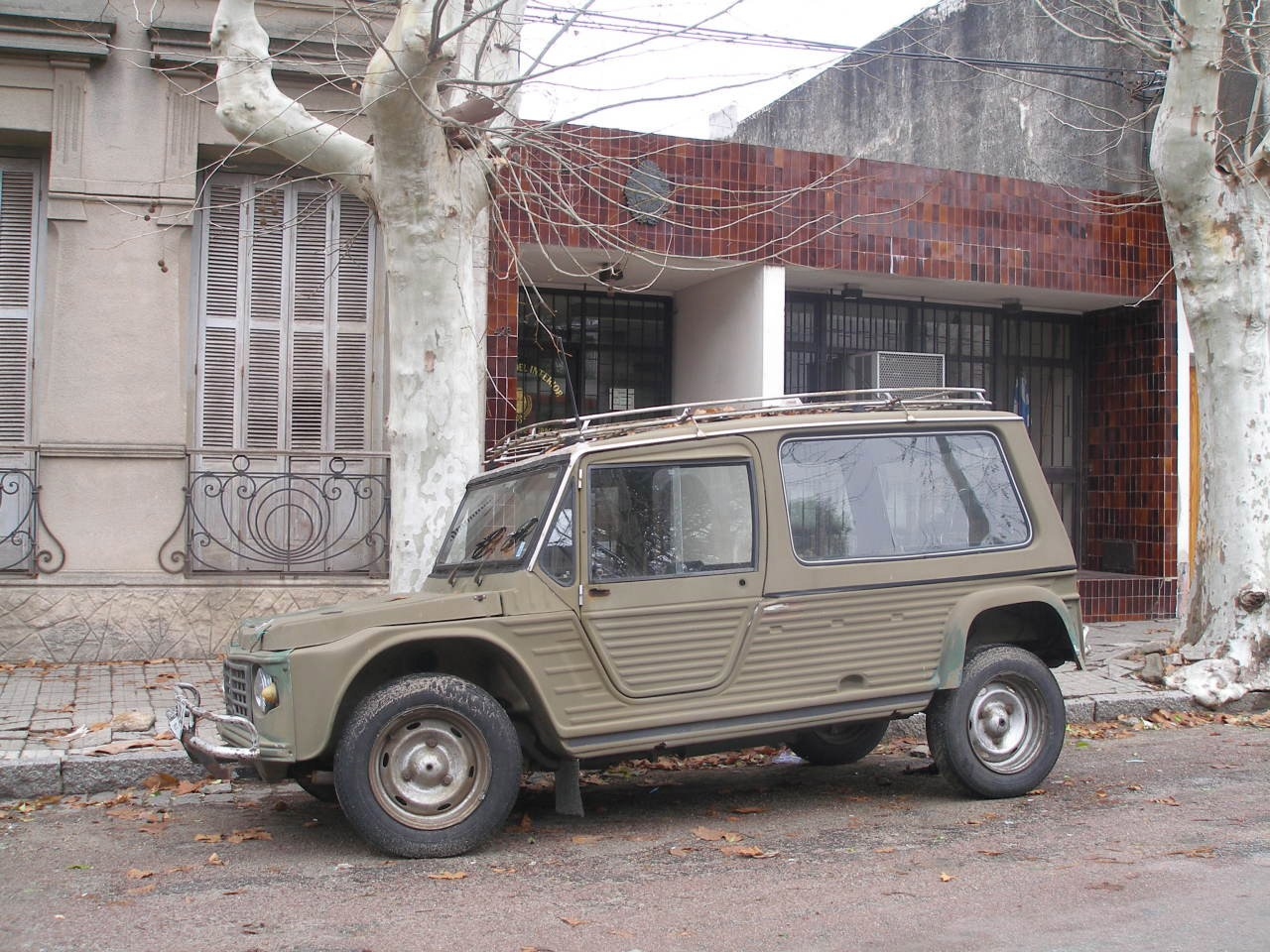
Citroën Méhari Ranger

À partir de 1965, Nordex a assemblé ses propres versions fourgon et pick-up de la Citroën 2CV. Alors que les portes et la structure arrière (y compris le toit du fourgon) étaient en tôle d'acier, les ailes et le capot étaient fabriqués par Dasur (Danrée, Soler & Bonet) et étaient en plastique renforcé de fibre de verre. Le cadre a été - contrairement à l'original - fabriqué sur une machine à cintrer les tôles. Une autre source affirme que la production a commencé en 1966 pour le modèle « 3CV » et pour le modèle Ami 8 dans les années 1970.
La Citroën Méhari Ranger a été assemblée entre 1970 et 1982 dans l'usine uruguayenne Nordex. La carrosserie Dasur SA a fabriqué la carrosserie en fibre de verre et Nordex le châssis. Parmi ceux-ci, environ 14 000 exemplaires ont été construits dont 9 000 exportés en Argentine. Un moteur boxer à deux cylindres avec un alésage de 74 mm, une course de 70 mm, une cylindrée de 602 cm³ et 35 ch propulsait les roues avant. Le poids à vide était de 590 kg.
La Méhari Ranger était un modèle typiquement uruguayen disponible en version bâchée ou tôlée aux grandes surfaces vitrées. La découpe des vitres latérales entre le montant avant et la porte tout comme celle de la roue arrière différaient profondément de l'original. Ce véhicule pesait 700 kg.
À partir de 1978, Nordex a assemblé la Citroën AK 400 à partir de pièces en provenance d'Argentine et de Belgique pour alimenter le marché argentin.
La Citroën BX a également été assemblée pour être exportée au Brésil à partir de 1992. L'assemblage de la ZX par Nordex a débuté en 1995. Les voitures Citroën ont été assemblées par Nordex en Uruguay jusqu'en 2002, bien qu'il ne soit pas clair si cela s'est également produit chez Nordex ou seulement chez Sevel Uruguay ou Oferol.
Depuis le 21 août 2017, Nordex assemble les utilitaires Citroën Jumpy & Peugeot Expert.

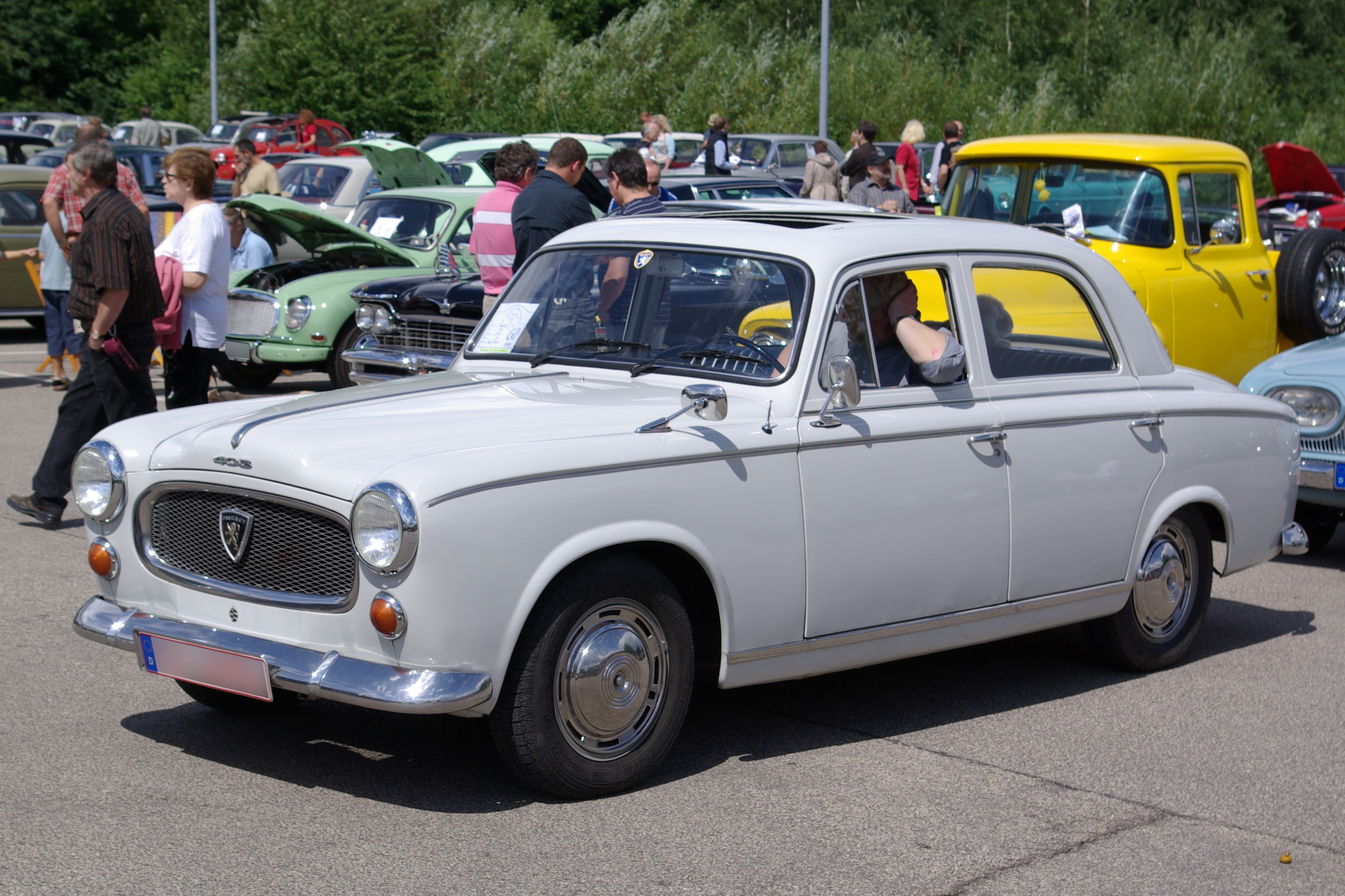
Peugeot 403

### Peugeot
Une version de la Peugeot 403 pick-up a été assemblée à partir de 1962, disponible avec un moteur essence ou diesel (Indenor) avec, en option, une double cabine. Dans ce modèle, les ailes arrière et le capot étaient en plastique renforcé avec des fibres de verre (de la carrosserie Dasur), tandis que les pièces en tôle étaient principalement fabriquées à la main chez Nordex.
Dans les années 1970 et au début des années 1980, Nordex a également assemblé les modèles 504 et 505.

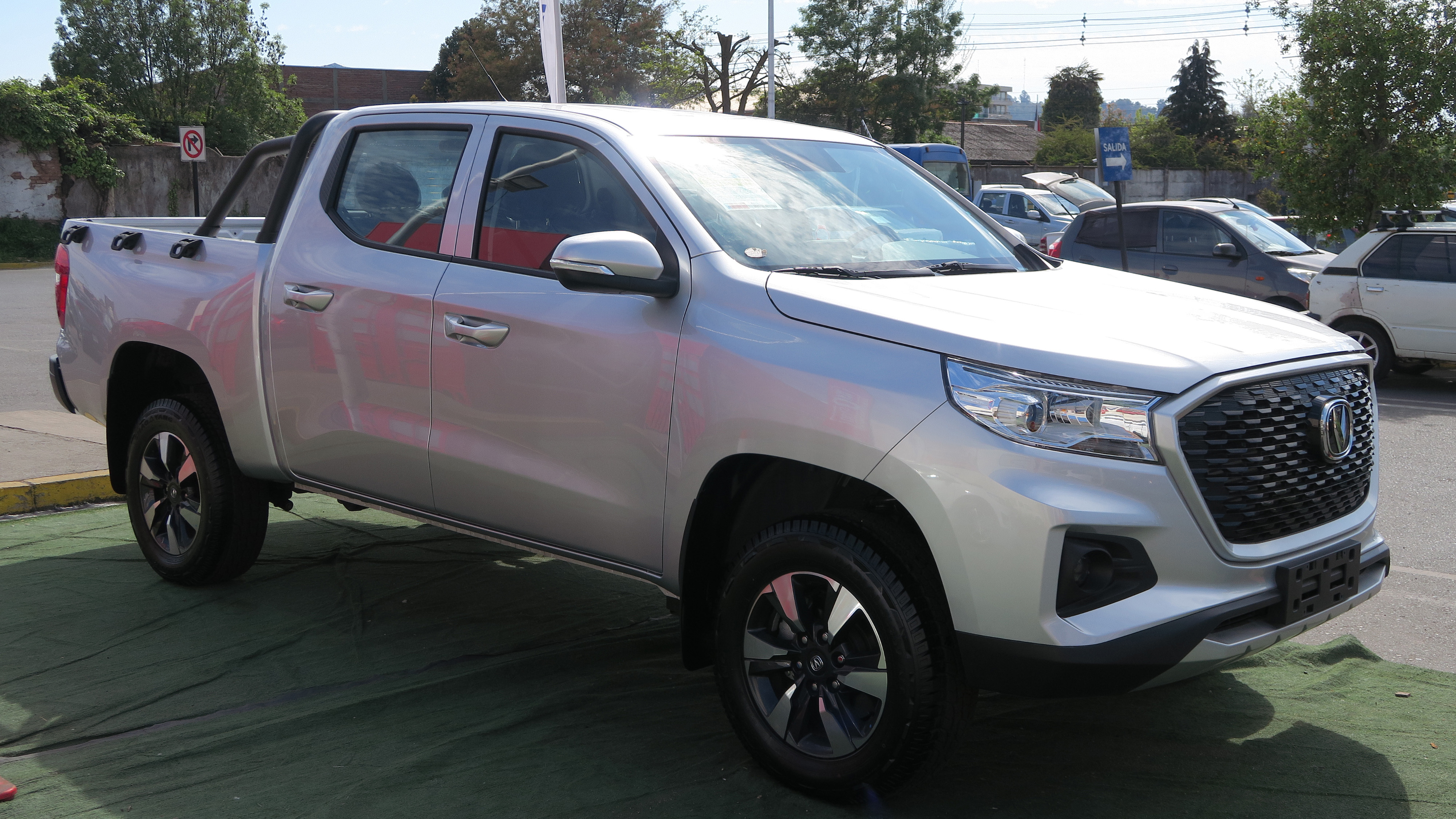
Changan Kaicene F70

Dans les années 1990, Nordex a également assemblé les modèles 205 et 306,. La 205 a été principalement exportée vers le Brésil.
Le 12 juillet 2020, Peugeot a présenté officiellement le pick-up Landtrek, clone du Changan Kaicene F70 (en). Les premiers exemplaires commercialisés en Amérique du Sud ont directement été importés de Chine. L'assemblage par Nordex SA a débuté en juin 2023.

### Dongfeng Aeolus
Grâce à ses contacts avec le constructeur chinois Dongfeng Motor Corporation, créé en 1999, Nordex a assemblé des petits utilitaires Aeolus à partir de 2000 - avec des interruptions en 2001 et 2002. Selon d'autres sources, cette production n'a commencé qu'en 2005 ou plus tard,,.

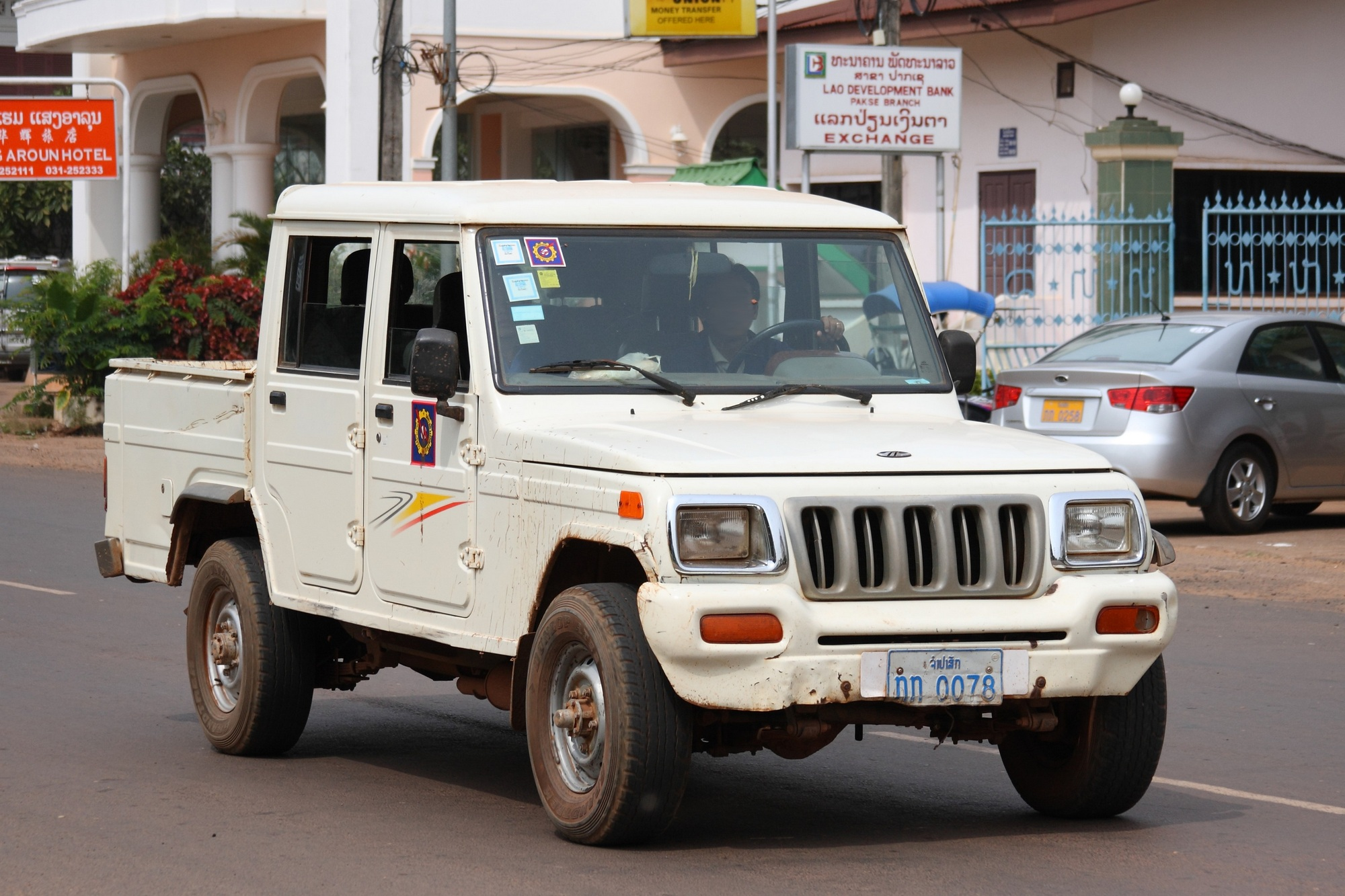
Mahindra Bolero/Cimarron

### Mahindra
Des liens existent avec le constructeur indien Mahindra depuis 2002. La production des SUV Mahindra a commencé en juillet 2004. Le Mahindra Bolero, assemblé par Nordex, a été commercialisé sous le nom de Cimarron. Il s'agissait d'une camionnette avec cabine double de cinq places, disponible en version avec deux et quatre roues motrices. Un moteur diesel d'une cylindrée de 2 500 cm3 développant 76 ch équipait les véhicules.

### Geely
En octobre 2012, il a été annoncé que des voitures du constructeur chinois Geely seraient également assemblées par Nordex à partir de fin 2012. Un atelier créé conjointement avec Geely en octobre 2013 avait une capacité de production de 50 000 véhicules par an,,.
Cette activité d'assemblage a pris fin en 2016.

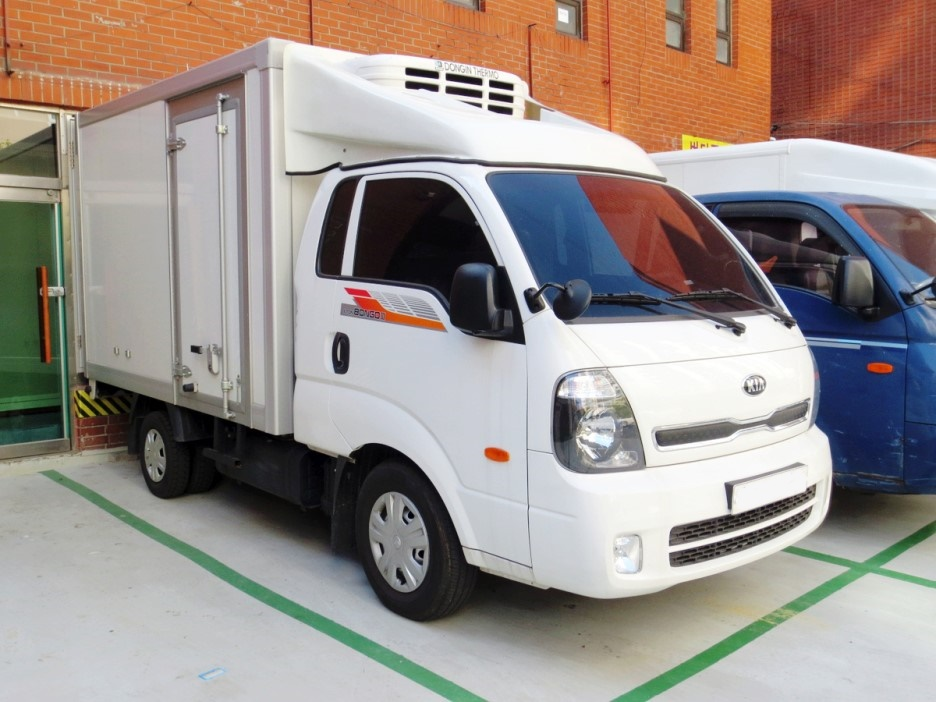
KIA Bongo K2500

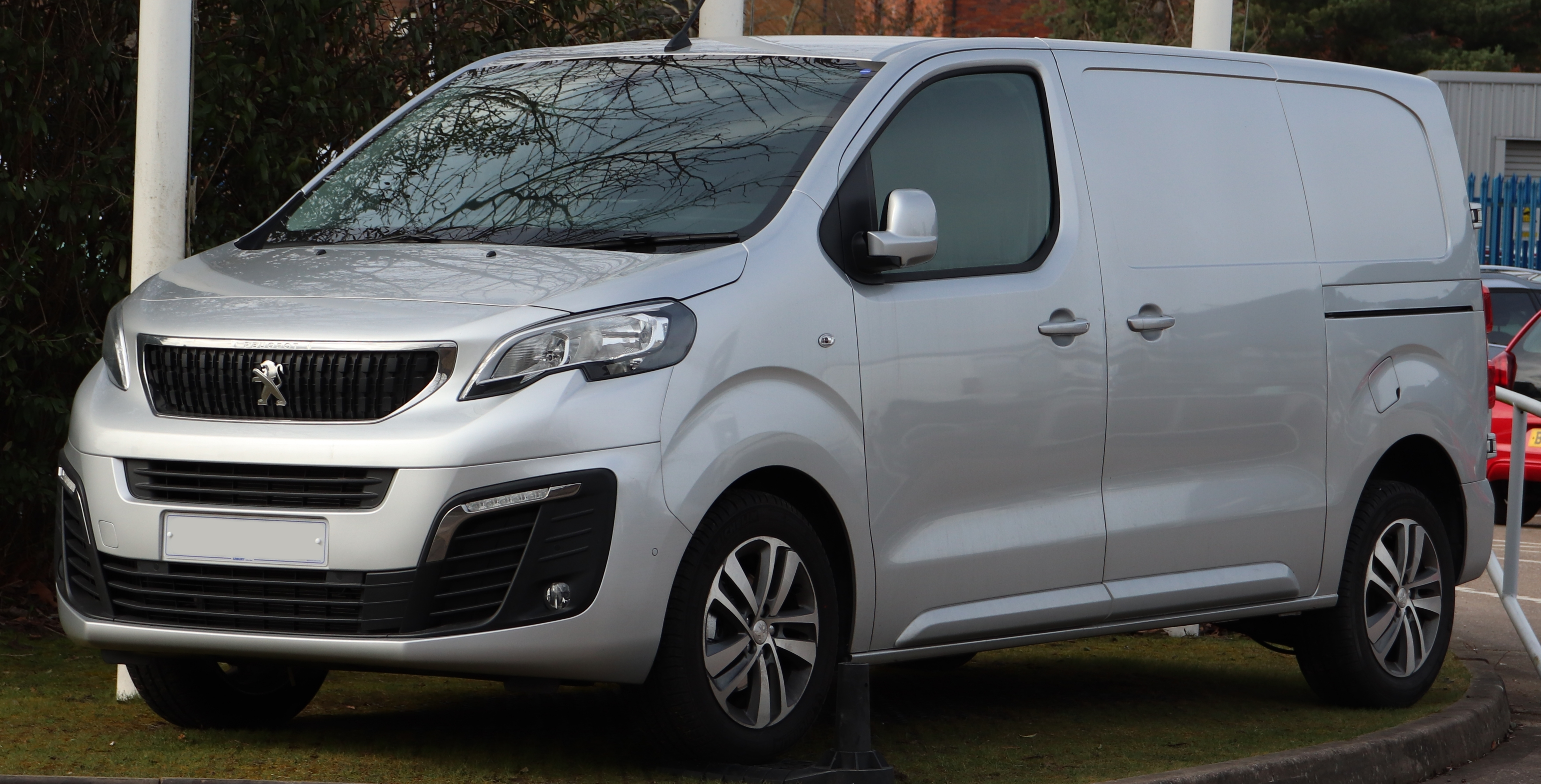
Peugeot Expert

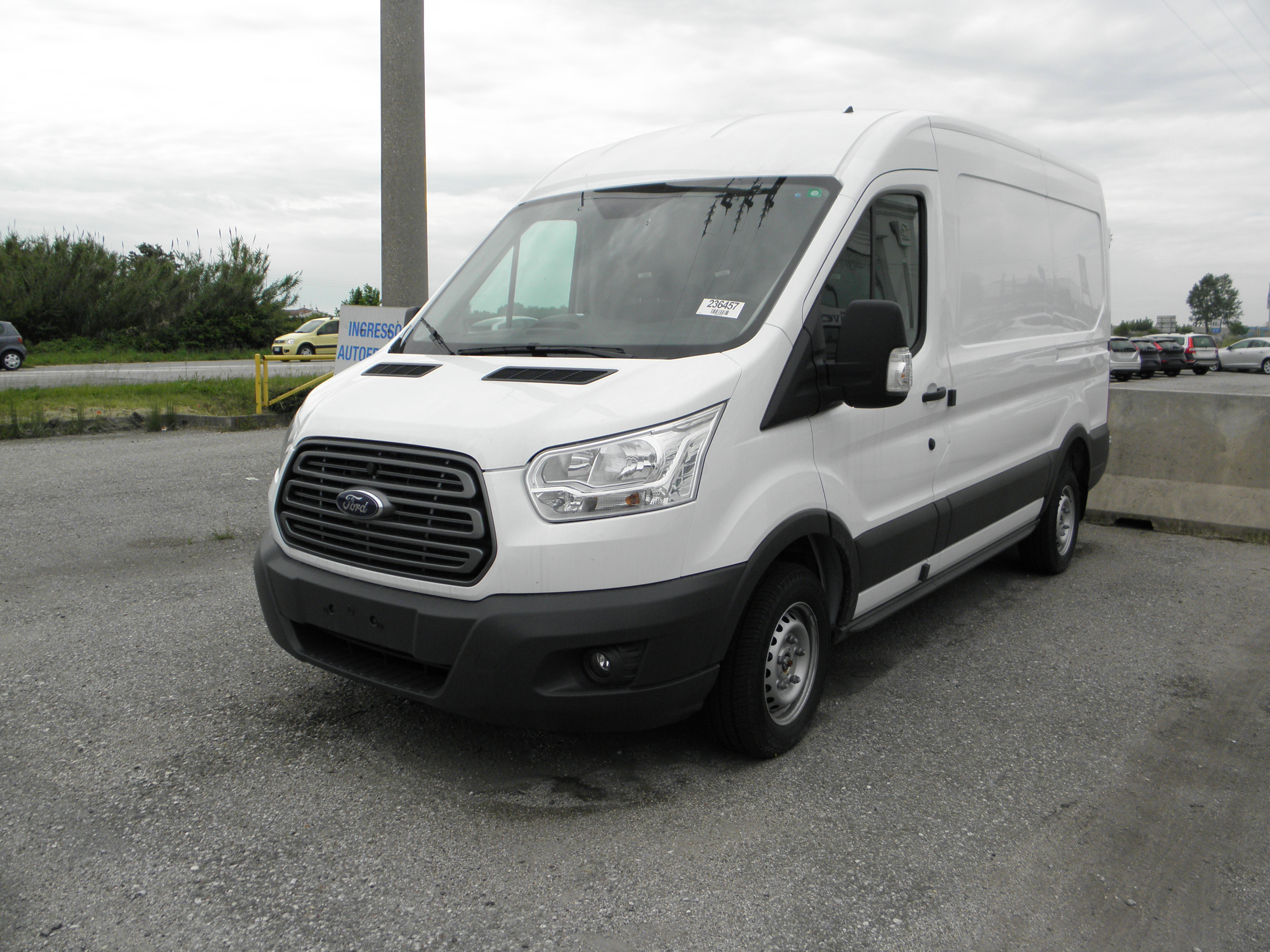
Ford Transit

### KIA
Nordex produit des véhicules utilitaires Kia depuis 2010,,,
. La production du Kia Bongo a repris en 2016 après avoir été temporairement arrêtée.

### EPI
Grâce à un accord entre Nordex SA et Euro Automotriz SA (EASA) (comprenant les sociétés AFSA et Oversil, importateurs et distributeurs de Peugeot et Citroën en Uruguay), l'assemblage des Peugeot Expert / Citroën Jumpy a débuté le 21 août 2017. Une production annuelle de 6 000 exemplaires est prévue, dont la grande majorité sera exportée vers l'Argentine et le Brésil,,. Le 9 octobre 2019, Nordex a fêté le 10 000 ème exemplaire assemblé en Uruguay.

### Ford
L'entreprise américaine Ford a inauguré durant l'été 2021 un atelier d'assemblage chez Nordex S.A.. Le 8 août 2021, Nordex a assemblé le 1er Ford Transit. Cet investissement de 50 millions d'US$, annoncé en novembre 2020 par Lyle Watters, Président de Ford Amérique du Sud, marque le retour de Ford en Uruguay après 35 ans d'absence. Le programme a été établi pour une production annuelle en SKD de 5 000 à 8 000 véhicules utilitaires destinés à l'ensemble du marché latino-américain.

## Production
La société Nordex est l'unique entreprise d'assemblage automobile en Uruguay. 2014 a été l'année la plus prospère avec 16 454 véhicules assemblés, 2016 la pire avec seulement 141 véhicules.
En 2019, Nordex spécialisé dans les véhicules utilitaires Kia et Peugeot/Citroën a assemblé 8 446 véhicules dont (4 424 Peugeot Expert/Citroën Jumpy et 4 022 KIA Bongo. 200 Jumpy/Expert ont été exportés en Argentine, tout le reste au Brésil.

## Les véhicules assemblés en 2024
- Ford Transit
- Peugeot Expert/Citroën Jumpy
- KIA Bongo K2500
- Peugeot Landtrek/Fiat Titano